# Sverre Petterssen
Sverre Petterssen, né le 19 février 1898 et mort le 31 décembre 1974, est un météorologiste norvégien, qui fut une grande figure dans le domaine de l'analyse de temps et des prévisions. Il est né en Norvège, étudie à Bergen. Il est célèbre pour son travail lors de la prévision météorologique la plus significative de l'histoire : la prévision du temps pour le Jour J, le débarquement de Normandie.

## Jeunesse
Sverre est né dans la région de Hadsel dans le comté de Nordland dans le nord de la Norvège d'une famille modeste. Il put payer ses études en travaillant au bureau de télégraphe et par une bourse d'études qu'il obtint comme recrue militaire. En 1923, étant étudiant à l'Université d'Oslo, il joint l'École de météorologie de Bergen après avoir assisté à une conférence de Tor Bergeron. Cette conférence, portant sur une tempête nommée Ryder qui se produisit en 1922, convainc Sverre de l'intérêt des nouvelles méthodes d'analyse et de prévision météorologique développées à l'École.

## Entre-deux-guerres
Au cours des 15 années suivantes, Petterssen travailla comme prévisionniste pour l'armée norvégienne à Oslo, à l'Institut de géophysique de Tromso et finalement comme chef du bureau régional de Bergen de 1931 à 1939. De plus 1935 à 1939, il vint pour la première fois aux États-Unis d'Amérique pour une série de conférences pour la Navy et à Caltech. En 1939, il obtint un poste civil comme chef du département de météorologie du Massachusetts Institute of Technology (MIT) dans le but avoué d'importer les techniques norvégiennes. Il y écrit deux livres : Weather Analysis and Forecasting (1940) et Introduction to Meteorology (1941).

## Seconde Guerre mondiale
La guerre en Europe, et particulièrement l'invasion de la Norvège, l'on décidé à quitter le MIT et à se mettre au service du Ministère de l'Air britannique, comme officier en prêt de l'Armée de l'Air norvégienne. Il est nommé chef prévisionniste du Upper Air Branch à Dunstable par le chef du Met Office. Son équipe était chargée des prévisions pour les opérations de bombardement et les opérations spéciales.
Durant cette période, son service identifia les vents forts d'altitude qui prirent le nom de courant-jets. Il rechercha le lien entre ces vents et les systèmes météorologiques. Il est à l'origine de la prévision du temps à long terme pour le débarquement d'Anzio et pour le débarquement de Normandie.

### Débarquement de Normandie

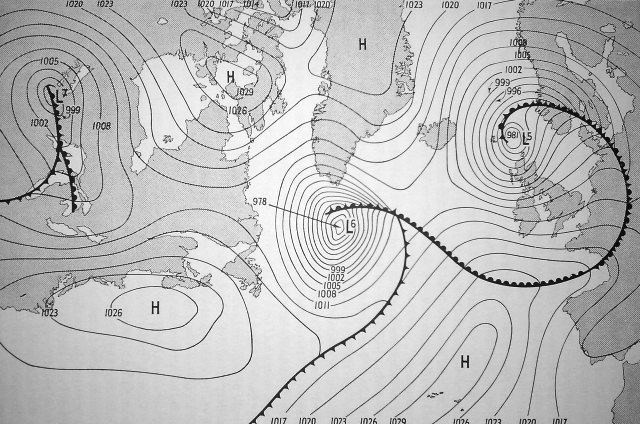
Carte du temps le 5 juin, 1944

Il y avait trois groupes de météorologistes: Royal Navy, Met Office et l'USAAF, qui travaillaient indépendamment, se rapportant à James Stagg chef prévisionniste au quartier-général, pour fournir des conseils au général Dwight Eisenhower sur sa planification de l'Opération Overlord. Originellement, le Jour J devait être lancé le 5 juin 1944 mais le mauvais temps promettait de se prolonger plusieurs jours autour de cette date et le 19, prochain jour avec une marée favorable, avait été suggéré comme changement au plan. À 04h30 le matin du 4 juin, la prévision fournie par Sverre Petterssen et les autres météorologistes a contribué de manière significative à la décision d'Eisenhower de remettre le débarquement au 6 juin. En effet, chacune des trois équipes avait prévu une accalmie le 6 juin.
Heureusement, la prévision s'est avérée bonne car le 19 juin, une des plus violentes tempêtes du siècle affecta La Manche. Le 17 juin, toutes les équipes ont prévu des conditions atmosphériques parfaites pour le 19 juin montrant que tout n'était pas encore parfait dans les méthodes de prévision. Si le débarquement avait été lancé le 5, les pertes alliées auraient été probablement bien plus élevées et encore pires le 19.

## Après-guerre
La version de la contribution des différents groupes dans la prévision du temps pour le Jour J commença à être distordue après la guerre. La politique de Petterssen a toujours été de ne pas individualiser le travail mais l'américain Krick et le britannique Stagg ont chacun tenté de tirer la couverture de leur côté. Finalement, Petterssen consacra cinq chapitres de ses mémoires à l'Opération Overlord, pour remettre les pendules à l'heure (1971).
Il est récipiendaire de la médaille Buys Ballot et du Prix de l'Organisation météorologique internationale.